# Plokamostrophus mindanaonus
Plokamostrophus mindanaonus är en mångfotingart som beskrevs av Chamberlin 1921. Plokamostrophus mindanaonus ingår i släktet Plokamostrophus och familjen Trigoniulidae. Inga underarter finns listade i Catalogue of Life.